# Лупанов, Олег Борисович
Оле́г Бори́сович Лупа́нов (2 июня 1932 — 3 мая 2006) — советский и российский математик, академик Российской академии наук, декан механико-математического факультета МГУ (1980—2006), главный научный сотрудник Института прикладной математики им. М. В. Келдыша (1993—2006), специалист по дискретной математике, математической кибернетике, математической логике. Лауреат Ленинской премии.

## Биография
Родился 2 июня 1932 года в Ленинграде.
В 1955 году окончил механико-математический факультет МГУ по специальности математика. В 1958 году под руководством А. А. Ляпунова защитил кандидатскую диссертацию «О синтезе контактных схем». Докторская диссертация — «Об aсимптотических закономерностях синтезa схем из функциональных элементов» (1963).
Разработал асимптотически наилучший метод синтеза схем из функциональных элементов — так называемый метод Лупанова (англ. Lupanov representation).
Преподавал в МГУ с 1959 года, с 1960 года — стapший научный сотрудник, с 1967 года — профессор. С 1980 по 2006 год являлся деканом механико-математического факультета МГУ, с 1981 по 2006 год возглавлял им же созданную кафедру дискретной математики.
Член-корреспондент Академии наук СССР с 1972 года, действительный член РАН с 2003 года. В 1993 году стал главным научным сотрудником Института прикладной математики имени Келдыша, в котором работал с 1955 года.
Умер в Москве 3 мая 2006 года за месяц до своего 74-летия. Похоронен на Хованском кладбище в Москве (Центральная территория, уч. 133).

## Награды, премии, почётные звания
- Заслуженный профессор МГУ (2001)
- Почётный член Академии наук Молдавии (2001)
- Орден Дружбы Народов (13 сентября 1992) — за большой вклад в развитие математической науки и плодотворную научно-педагогическую деятельность
- Ломоносовская премия МГУ (1992)
- Орден Трудового Красного Знамени (1982)
- Орден «Знак Почёта» (1975)
- Ленинская премия (1966)